# Lusepiola trirostrata
Lusepiola trirostrata is een inktvissensoort uit de familie van de Sepiolidae. De wetenschappelijke naam van de soort werd voor het eerst geldig gepubliceerd in 1962 door Voss als Sepiola trirostrata.